# HMS Royal George (1756)
El HMS Royal George fue uno de los seis primeros navíos de línea construidos para la armada británica entre 1750 y 1790. El Royal George estaba destinado a recibir el nombre de Royal Anne en 1746, pero al ser un gran buque fue llamado como el rey regente por entonces.

## Historial
Encargado en 1756, a comienzo de la guerra de los siete años, paso casi todo ese período en el bloqueo de Brest.
El 20 de noviembre de 1759, era el buque insignia del almirante Hawke cuando la escuadra británica salió de ese destino y regresó de su refugio de Torbay para enfrentarse a 21 barcos de la línea francesa bajo las órdenes del vicealmirante conde de Conflans. Los franceses intentaron regresar a Brest, pero Hawke los siguió hasta la bahía de Quiberon y los obligó a luchar. El Royal George atacó al buque insignia francés Solei Royal, de 80 cañones, y hundió al Superbe, que se interpuso ante el Royal George, en un demoledor ataque.
Atracado después de la guerra y puesto en servicio de nuevo en 1778, cuando el almirante Sir George Brydges Rodney lo utilizó en el puerto de Gibraltar, donde capturó a dos convoyes españoles. Estuvo en servicio activo hasta el 29 de agosto de 1782. Durante ese día, cuando se le estaba escorando para repararlo en Spithead, volcó y, entrándole agua por las troneras de los cañones inferiores, se hundió, lo que provocó el ahogamiento de unas 800 personas, entre ellos 300 mujeres y 60 niños que estaban visitándolo en ese momento.
Más tarde, se rescataron 30 cañones del Royal George, pero los restos del naufragio explotaron durante la década de 1840, con el consiguiente peligro para la navegación.